# Jagtlust (boek)
Jagtlust is een historisch verslag van de Nederlandse schrijfster en historica Annejet van der Zijl uit 1998. In haar eerste boek beschrijft ze het wel en wee van de gelijknamige buitenplaats uit 1871 en inmiddels rijksmonument gelegen aan de Eemnesserweg 38 te Blaricum. Tevens is het ook het boek geworden over de belangrijkste bewoonster door de eeuwen heen: Fritzi Harmsen van Beek.
Voor het boek interviewde de auteur 61 nog in leven zijnde personen. De bekendste zijn wel in alfabetische volgorde:
- J. Bernlef
- Remco Campert, tijdelijke bewoner
- Louis van Gasteren
- Robert Jasper Grootveld
- Henk Hofland
- Gerrit Komrij
- Aad Nuis
- Theo Sontrop, tijdelijke bewoner

Het boek bestaat uit een proloog, 12 hoofdstukken, een epiloog, een verantwoording, een literatuurlijst en een personenregister. Middenin staan een aantal foto’s van de hoofdpersonen. De vrij compacte tekst wordt regelmatig onderbroken door sfeertekenende tekstfragmenten uit bestaande literatuur van onder andere Remco Campert, Gerard Reve en Fritzi zelf.
De auteur ontving subsidie van het Fonds Bijzondere Journalistieke Projecten te Amsterdam en van het Amsterdamse Fonds voor de Kunst.
Fritzi Harmsen van Beek weigerde haar medewerking en was zeer ontevreden over het resultaat.

## Verhaal

### Verbindend element
"De vrouw was ook mooi en behept met net zo'n onevenwichtige combinatie van chic, geldgebrek en verlatenheid als het huis."

### De Buitenplaats

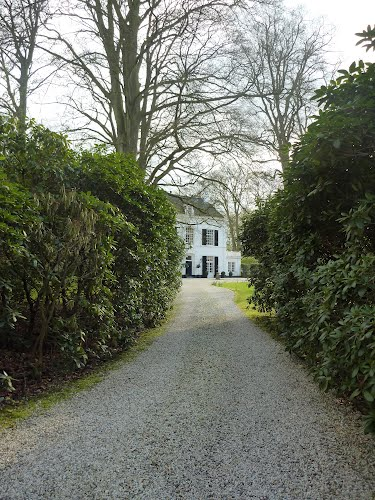
Jagtlust (Blaricum)

In 1871 bouwde steenfabrikant Haverkamp het achttiende-eeuwse jachtslot Jagtlust in neoclassicistische bouwtrant precies op de grens van zandgrond en polder aan de Eemnesserweg 38 te Blaricum. Tien jaar later was hij failliet en na een drietal opvolgende eigenaren kocht in 1903 Jean Daniel Landré de buitenplaats voor 3000 gulden. Op het belendende perceel nummer 36 bouwde zijn schoonzoon het eigentijdse Zonnenhoef.
Een opvolgende eigenaar bouwde er in neobarokachtige stijl een achthoekige serre aan en een elegant balkon onder regie van de plaatselijke architect Jan Hamdorff. Bij zijn dood in 1936 trad het verval in en de buitenplaats met vier hectare grond viel begin jaren vijftig in handen van aannemer en grondspeculant Duurkoop, die zich gedwarsboomd zag door een eeuwige bouwstop. Fritzi besloot in 1954 om er als alleenstaande moeder met haar zoon Gilles in te gaan wonen. Ze kraakte het avant la lettre hoewel ze later 100 gulden per maand huur ging betalen. In 1955 verkocht de aannemer de buitenplaatsen Jagtlust en Zonnenhoef voor respectievelijk 65.000 en 55.000 gulden aan de gemeente Amsterdam. De nieuwe huisbaas verlaagde de huur tot 1 gulden per jaar en stelde Fritzi als huisbewaarster aan. Ze kreeg het recht de benedenverdieping onder te verhuren en daarmee werd de bloeiperiode bezegeld van het artistieke leven in deze buitenplaats te Blaricum.
Na een door de gemeente Blaricum gedwarsboomde poging van de Amsterdamse voetbalclub Ajax in 1969 om de buitenplaats in te lijven, werd in 1971 besloten dat de gemeente Amsterdam zich toch vergist had met de aankoop van de twee villa’s en ze worden respectievelijk voor 200.000 en 175.000 gulden van de hand gedaan. Jagtlust kwam in het bezit van projectontwikkelaar G.M. Brandts en zijn vrouw de keramiste Truusje Chevallier. In 1986 kocht een inwoner van Laren, die zijn fortuin elders had verdiend als bankier, de buitenplaats. Hij restaureerde het pand terug naar een ongekende negentiende-eeuwse perfectie. Het monument staat heden stralend wit tussen het eeuwenoude lover als rijksmonument zelfbewust en welgedaan te pronken. In niets herinnert het meer aan het verleden als gekraakt spookhuis.

### De beroemdste bewoonster (periode 1954-1971); DeMuzevan Jagtlust
Fritzi was de dochter van de illustratoren Eelco Martinus ten Harmsen van der Beek (1897-1953) en Johanna Frederika Langeler, (Freddie Langeler) (1899-1948). Op 20 augustus 1951 trouwde ze te Muiden met de Franse  gravenzoon Eric de Mareschal, ofwel de Mareschal le Font St. Margeron de la Fontaine. Drie maanden later werd haar zoon Gilles geboren. Al snel keerde ze naar haar ouderlijk huis terug en in juni 1955 scheidde ze officieel van haar man.
Ze groeide op met een vader die haar moeder boven alles vereerde. Haar ouders verdienden als duo in de crisisjaren een fortuin met de serie Flipje, het fruitmannetje van de firma de Betuwe. Ook Fritzi hielp af en toe al mee en na de dood van haar vader verzorgde ze nog een drietal afleveringen. Nadat haar ouders gestorven waren joeg ze samen met haar jongere broer Hein in 1953 in snel tempo de ouderlijke erfenis erdoor. Nadat het ouderlijk huis aan de Torenlaan moest worden verkocht, kraakte ze het pand aan de Eemnesserweg 38 met haar kind en toenmalige minnaar. Ook haar jongere broer Hein kwam daar tijdelijk wonen.
Frequent bezoeker Gerard Reve noemde de buitenplaats een  “Gigantisch Krothuis” in de tijd tot 1968 toen het culturele leven van de stad Amsterdam naar de Eemnesserweg 38 te Blaricum leek verplaatst. Fritzi trouwde op 20 december 1957 voor de tweede keer te Blaricum met dichter Remco Campert, die na het boekenbal van 1956 bij haar was ingetrokken. Eind 1958 ging Remco terug naar Amsterdam. Het was duidelijk dat de heerschappij over Jagtlust aan huisbewaarster Fritzi toebehoorde. Na een lange verlovingstijd met tekenaar Peter Vos, bleef ze uiteindelijk eenzaam met haar kattenkolonie in Jagtlust achter. 31 mei 1971 moest ze de villa verlaten en Coen van Veen kocht voor haar in het Groningse dorp Garnwerd een huisje voor 8.000 gulden, waar ze de rest van haar leven gratis mocht blijven wonen. Ze overleed op 4 april 2009 te Groningen in een verzorgingshuis. Haar zoon Gilles stierf in 2006 te Amsterdam en liet een vrouw en haar dochter na. In 2003 was haar broer Hein ook al overleden na een val de trap in zijn Amsterdamse woning.

## Kritiek op de verslaggeving
Schrijfster en historica Annejet van der Zijl geeft aan 61 met name genoemde personen te hebben ondervraagd. Ze vermeldt een forse lijst van geraadpleegde literatuur, maar daarmee blijft het moeilijk bepaalde teksten te verifiëren.
In de epiloog duikt een brief op van Eelco Martinus ten Harmsen van der Beek gericht aan Enid Blyton, van wie hij de boeken illustreerde. De auteur memoreert een verkoopprijs in 1997 van 360.000 gulden. Dit als voorbeeld van feiten die de lezer maar moet aannemen, zonder dat er een specifieke vindplaats wordt genoemd.